# Конверсия военного производства
Конверсия военного производства — перевод предприятий военно-промышленного комплекса на выпуск гражданской или продукции двойного назначения и наоборот, частичная или полная переориентация производств, конструкторских бюро, институтов на разработку и производство продукции с военного назначения на гражданское и наоборот. Конверсия военного производства является важной составляющей разоружения и демилитаризации экономики.
В российском законодательстве под конверсией оборонной промышленности понимается полная или частичная переориентация высвобождаемых производственных мощностей, научно-технического потенциала и трудовых ресурсов оборонных и связанных с ними предприятий и организаций с военных на гражданские нужды.

## Конверсируемое предприятие
В 1998 году российским законодательством определено, что конверсируемое предприятие — любое предприятие независимо от формы собственности, занятое производственной и научной деятельностью для военных нужд, производства, заводы, научно-исследовательские и научно-производственные предприятия, занятые исследованием, испытанием, разработкой, производством, обслуживанием и ремонтом вооружения и военной техники, а также организации занятые добычей, переработкой, утилизацией, хранением специальных видов сырья и материалов для производства вооружения и военной техники, на которых прекращаются или сокращаются перечисленные виды деятельности и осуществляется перевод предприятия на выпуск гражданской продукции. Конверсируемыми являются предприятия и организации, в отношении которых принято решение о ликвидации или перепрофилировании.

## Параметры осуществления конверсии
Формами конверсии являются диверсификация, реструктуризация, ассимиляция военного производства. Диверсификация предполагает перепрофилирование предприятий ВПК на выпуск продукции гражданского назначения. Реструктуризация заключается в снижении объёмов производства продукции предприятий ВПК. Ассимиляция военного производства — освоение предприятиями ВПК производства продукции гражданского применения.
По масштабам конверсия может быть частичной или общей. Частичная конверсия касается отдельных систем (видов) вооружения, отдельных отраслей военно-промышленного либо проводится сокращение объёмов выпуска продукции военного назначения. Общая конверсия осуществляется по всему комплексу отраслей военно-промышленного комплекса, по всей продукции военного назначения, либо выражается в прекращении выпуска всех видов военной продукции.

## Влияние конверсии на экономику
Конверсия ВПК позволяет избежать негативных экономических и социальных издержек, связанных с закрытием или перепрофилированием предпритий ВПК, использовать кадры, производственную и техническую базу этих предприятий в интересах экономического развития государства. В каждой стране конверсия ВПК имеет свои особенности, обусловленные направленностью и содержанием военной доктрины, характером национальной экономики, отраслевой, производственой и организационной структурой ВПК государства, уровнем, объёмами, номенклатурой производства продукции военного назначения, объёмами экспортно-импортных поставок.
Темпы осуществления конверсии оказывают влияние на национальную экономику. Принято считать, что оптимальный уровень конверсии составляет 5-7 % снижения объёмов производства продукции военного назначения в год. При более высоких темпах конверсии в экономике государства могут происходить негативные социальные и экономические процессы. Общая, сплошная конверсия ослабляет научно-технический потенциал и военно-промышленную базу государства, мобилизационные возможности и уровень национальной безопасности.

## Послевоенная конверсия
Конверсия военного производства осуществляется по решению национальных правительств и проводится в рамках государственного финансирования и государственных программ. После окончания мировых войн практически во всех странах, принимавших в них участие, конверсия ВПК следовала за прекращением локальных войн и военных конфликтов.
Конверсия может носить обязательно-принудительный характер в тех случаях, когда военная коалиция или страна, победившая в войне, на основе международного права предъявляет побеждённой стране требования по сокращению производства продукции военного назначения, сокращения объёмов и видов изготавливаемой военной техники и оружия. Такие требования были предъявлены Германии после Первой мировой войны; Японии, Италии и Германии — после Второй мировой войны; Ираку — после Кувейтского кризиса в 1990—1991 году.
Возврат гражданских предприятий, перепрофилированных на время войны на производство военной продукции, к выпуску продукции гражданского назначения получил название реконверсии.

## Послевоенная конверсия в СССР
За время существования СССР конверсия ВПК страны проводилась несколько раз: после Гражданской войны, после Второй мировой войны, в период управления строй Н. С. Хрущёва, в период правления М. С. Горбачёва. По мнению экспертного совета коллегии ВПК РФ, крупнейшей конверсией военного производства было сокращение военной промышленности после Второй мировой войны.
Приближение окончания Второй мировой войны требовало перехода к мирному хозяйственному строительству. В 1944 году СССР сокращал количество задействованных предприятий, людей и оборудования, задействованных на военных предприятиях, и перенаправлял их на выполнение невоенные задач. В 1944 году производство боеприпасов в СССР составляло 19,9 % валовой продукции промышленного производства, при этом около половины предприятий, производивших боеприпасы, не относились к военным производствам. Принятие решений ГКО СССР о начале конверсии на невоенных производствах позволили высвободить производственные мощности предприятий металлообрабатывающей промышленности, дававшие около 10 % валового производства.
30 декабря 1944 года Государственный комитет СССР по обороне (ГКО) под председательством Л. П. Берия принял постановление о проведении частичной конверсии военного производства и разработке плана сокращения боеприпасов и вооружения, имевшихся в запасе в достаточном количестве. Через день комитет принял постановление «О некотором сокращении производства и поставок химического вооружения и химической защиты в первом квартале 1945 г.». В начале января ГКО принял постановление «О сокращении производства артиллерийского, минометного и стрелково-пулеметного вооружения», одним из пунктов которого было полное прекращение производства 107-мм миномётов на Иркутском заводе тяжелого машиностроения с января 1945 года. В феврале 1945 года завод «Машиностроитель» был передан из системы Наркомата вооружения в ведение Наркомата совхозов СССР со всеми материалами и оборудованием по состоянию на 1 января 1945 года.
17 мая 1945 года постановлением ГКО № 8650сс «О плане производства и поставки НКО СССР и Наркомвоенфлоту боеприпасов на июнь и июль 1945 года» было установлено сокращение от 30 % до 97 % производства боеприпасов по разным позициям. 26 мая И. В. Сталин утвердил постановление ГКО «О мероприятиях по перестройке промышленности в связи с сокращением производства боеприпасов», которое предусматривало сокращения производства боеприпасов по некоторым позициям ещё на несколько десятков процентов, был утверждён список производств, переводившихся на выпуск гражданской продукции.
Была проведена и реорганизация государственных органов и отраслевых ведомств, в ведении которых находились военные производства. В октябре 1945 года Народный комиссариат танковой промышленности был преобразован в Наркомат транспортного машиностроения. В феврале 1946 года Наркомат миномётного вооружения был преобразован в Наркомат машиностроения и приборостроения, а на базе Наркомата боеприпасов и ряда других структур возник Наркомат сельскохозяйственного машиностроения. 15 марта 1946 года народные комиссариаты были переименованы в министерства.
В 1947 году общая численность армии СССР была сокращена с 11 млн до 2,7 млн человек, конверсия военной промышленности позволила сократить долю военной продукции в валовой промышленной продукции сократилась с 6,9 % (в довоенном 1940 года) до 3,3 % в 1947 году.

## Послевоенная конверсия в США
После второй мировой войны в американской промышленности проводился процесс реконверсии, когда бывшие предприятия, производившие продукцию гражданского назначения, перепрофилированные (подвергшиеся конверсии), вновь реформировались (подвергались реконверсии) для выпуска продукции гражданского назначения, как правило той же, которую производство выпускало до конверсии.